# Metrodiscos
Metrodiscos é uma editora independente portuguesa. Lançou trabalhos de vários artistas importantes em Portugal.
A editora foi fundada por Paulo Ventura, nome ligado ao agenciamento de bandas através da Metrónomo. Os primeiros lançamentos foram as conhecidas compilações da "Optimus" que revelaram grupos como Toranja, Mesa, Gomo, Terrakota, entre outros.
Depois lançou vários grupos agenciados pela Metrónomo como Blasted Mechanism, André Indiana, Mercado Negro e Hipnótica.
A partir de 2004 começam a lançar vários discos através do jornal Blitz. Paulo Ventura revela: "[sou] independente porque não tenho uma estrutura gigante para me suportar e tenho de estabelecer parcerias com quem me distribua os discos".
A Metrodiscos também licenciou artistas estrangeiros. O primeiro lançamento estrangeiro foi Mad Professor, ainda em 2004, com The next revolution will be Dub Wise, disco que contou com a colaboração de Sly & Robbie.
Também foi editado pela editora alguns trabalhos de More República Masónica, a compilação "Talentos do Tejo", entre outros.
A editora mantém-se em actividade fazendo parcerias com outras editoras para a distribuição.
Ainda se encontra por editar um segundo Ep dos Supernova depois de "Atari Series #1".